# Trachyspermum ammi
Trachyspermum ammi là một loài thực vật có hoa trong họ Hoa tán. Loài này được (L.) Sprague miêu tả khoa học đầu tiên năm 1929.

## Hình ảnh

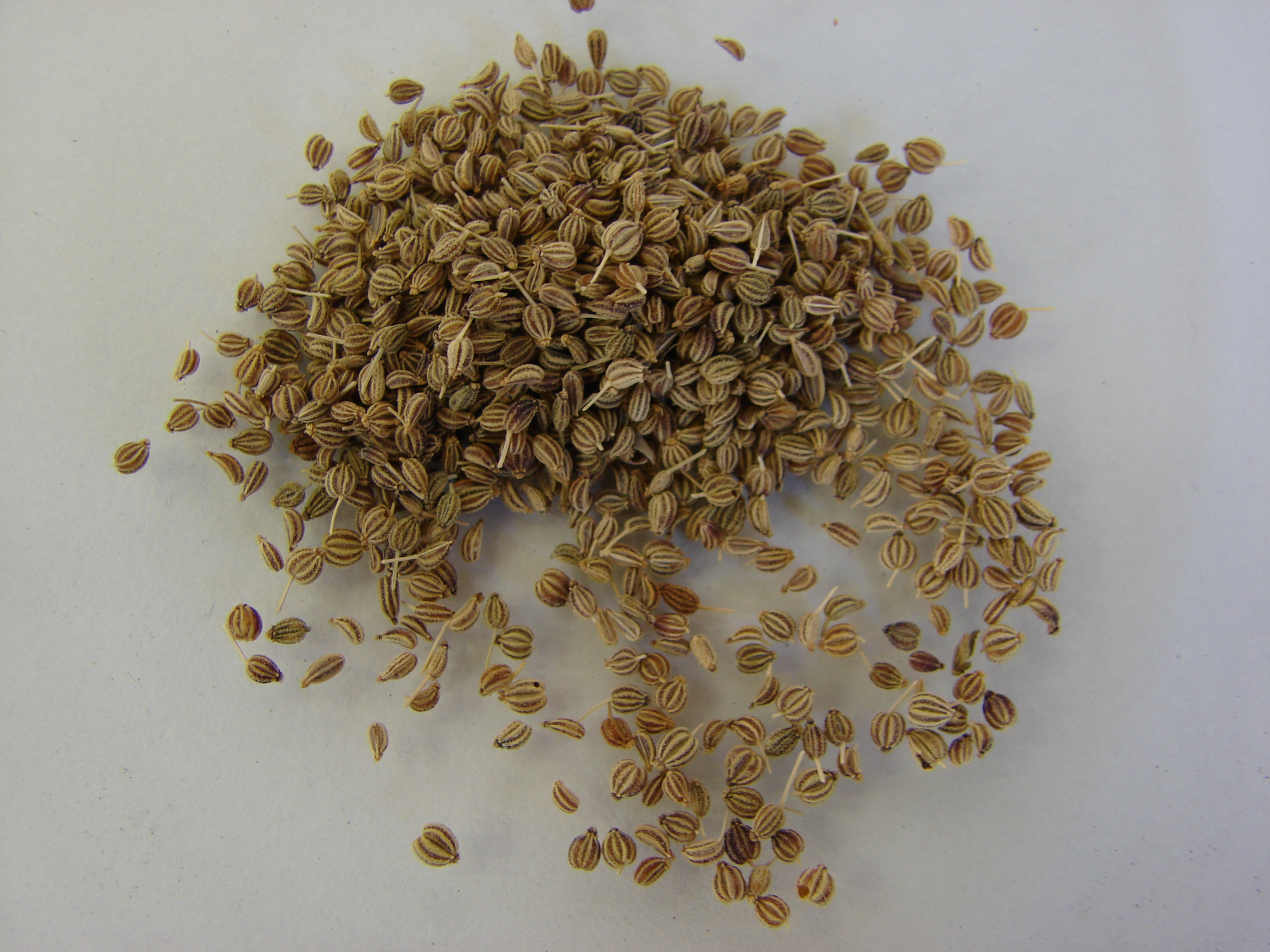
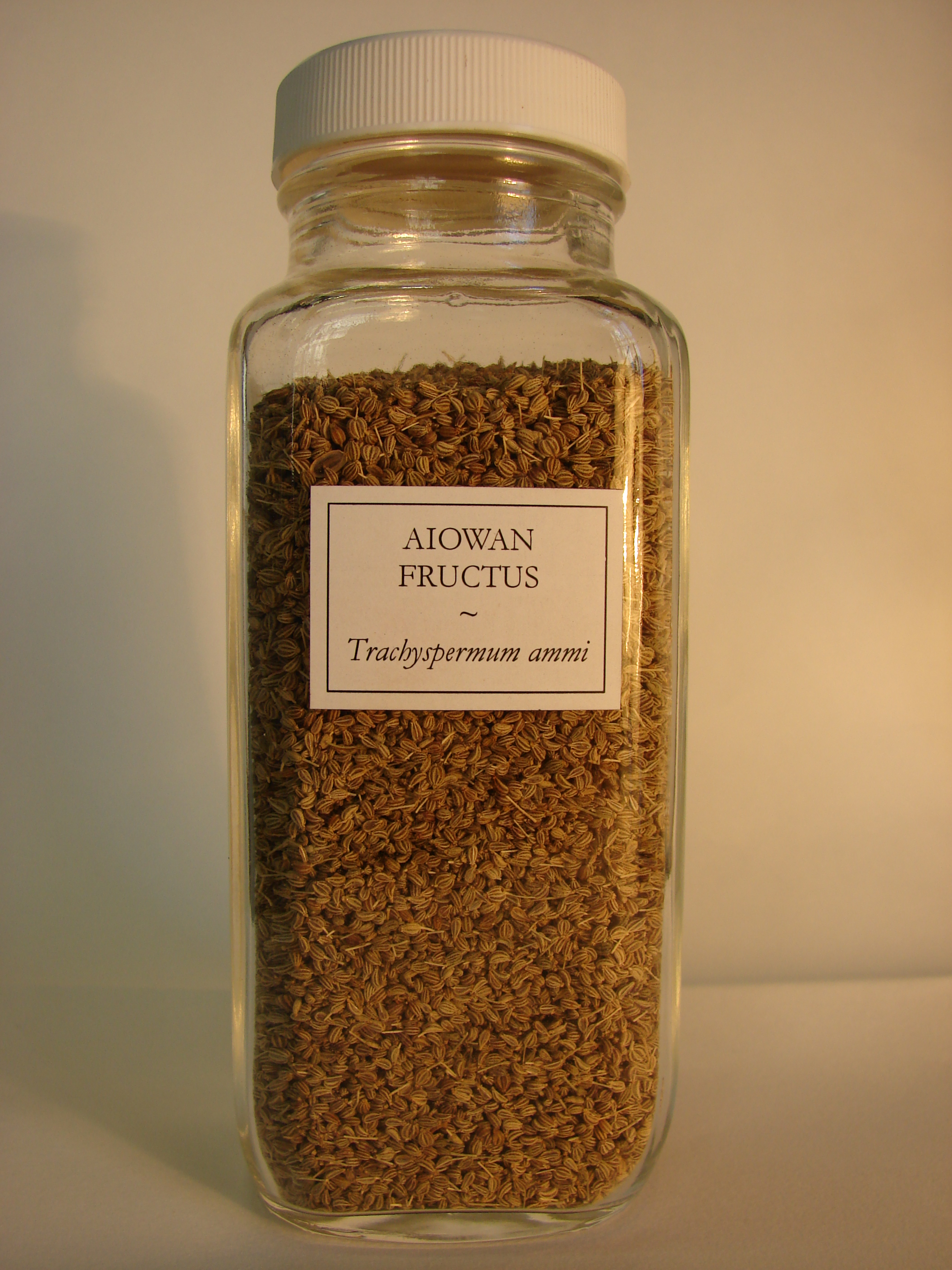
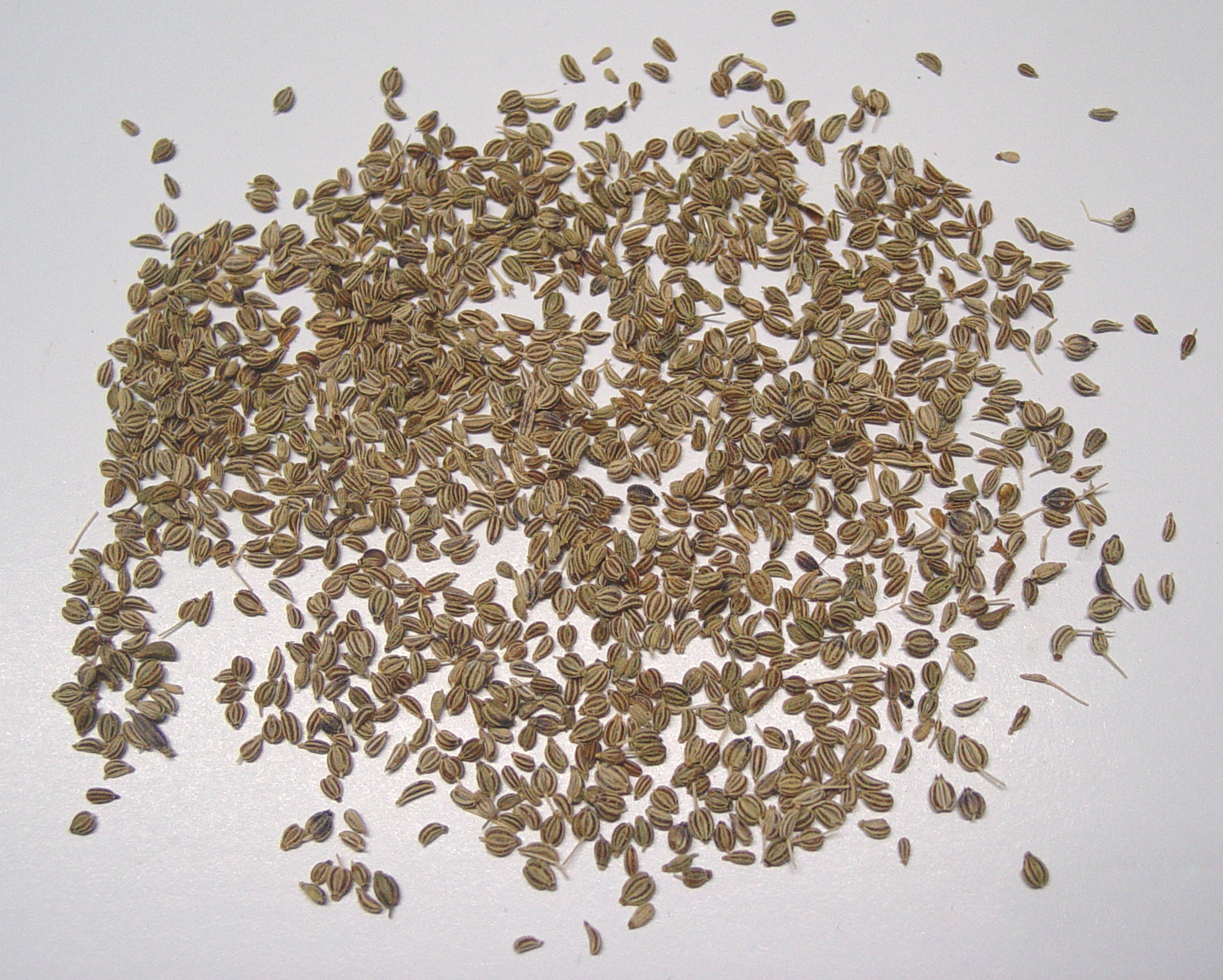
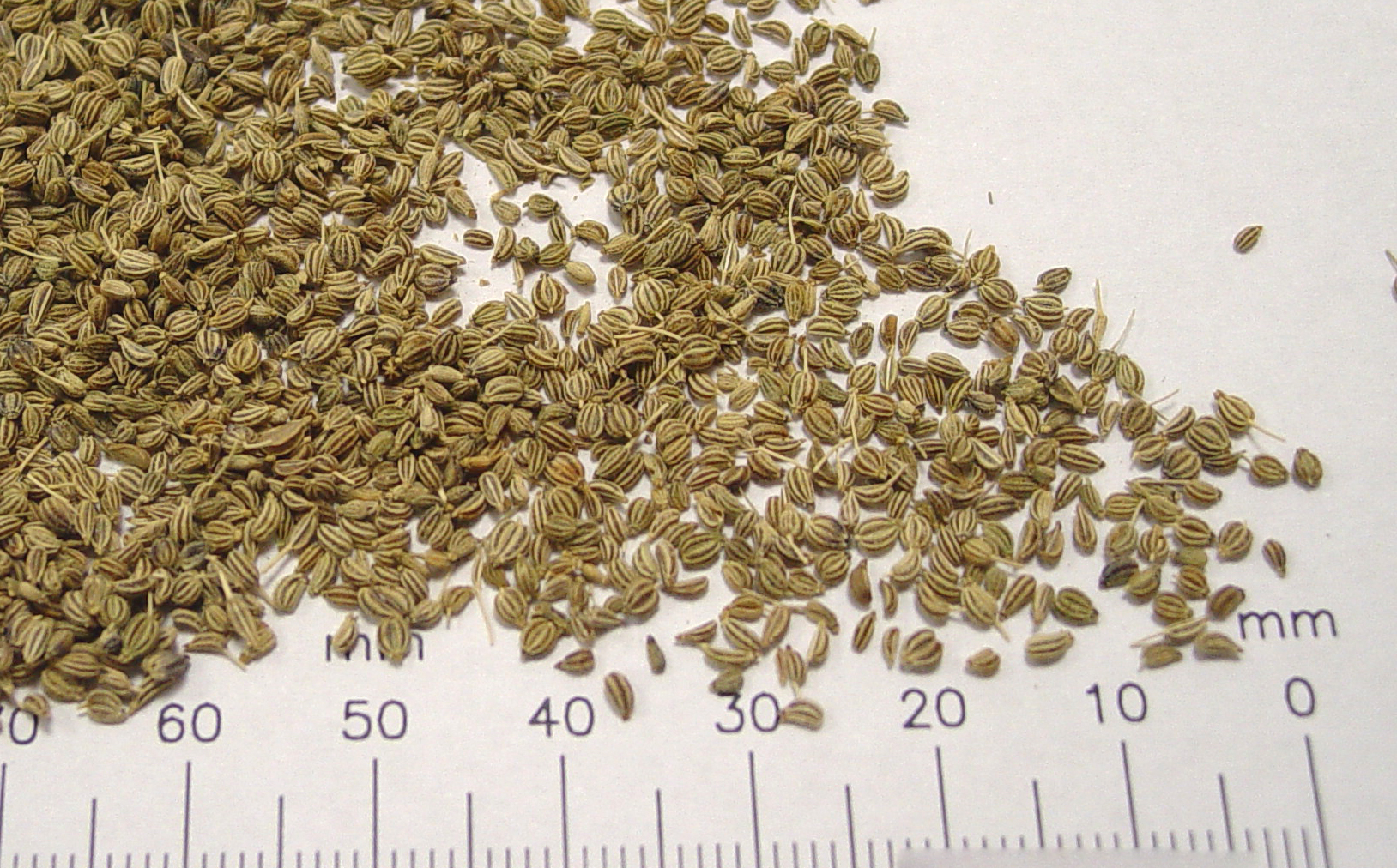